# هانا مکلود
هانا مکلود (انگلیسی: Hannah Macleod؛ زادهٔ ۹ ژوئن ۱۹۸۴) بازیکن هاکی روی چمن اهل انگلستان است که در مسابقات کشوری و بین‌المللی در مجموع برندهٔ ۲ مدال طلا، ۱ مدال برنز شده‌است.